# Cyclocross Essen

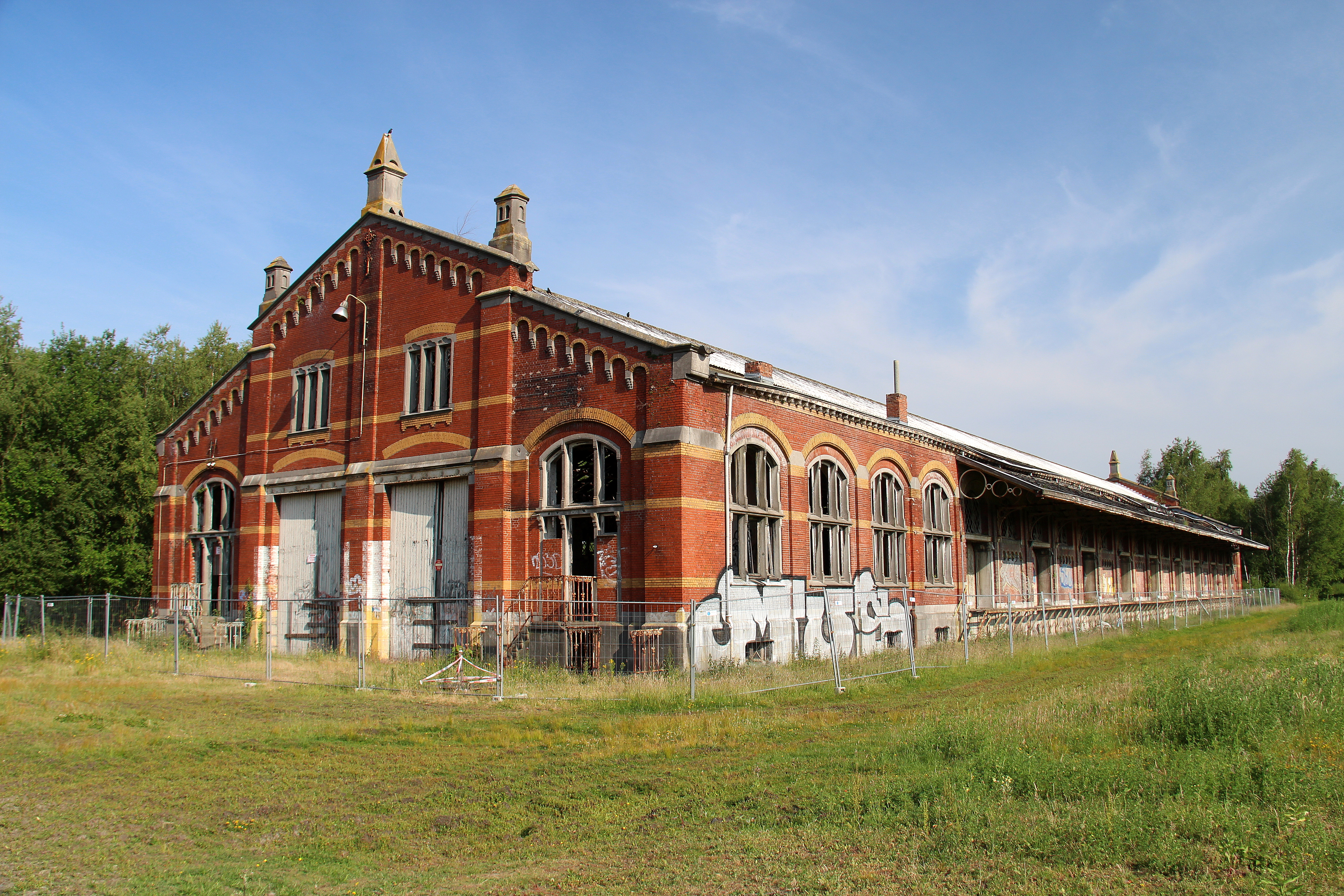
Seit 2013 findet das Rennen rund um den ehemaligen Güterschuppen des Essener Bahnhofs statt, heute Sitz von Robotland.

Der Cyclocross Essen ist ein Cyclocrossrennen. Es findet seit 1965 in der belgischen Gemeinde Essen statt.

## Geschichte
Der Wettbewerb wurde 1965 durch die Radsportvereinigung Molenheidevrienden gegründet. Die ersten drei Austragungen waren Amateuren vorbehalten. Das Rennen war 1987 Gründungsmitglied der GvA Trofee, der es 31 Jahre lang verbunden blieb. 2018 wechselte es zum Brico Cross (heute Exact Cross), einem loseren Verbund von Cyclocrossrennen.
Das Rennen fand stets in der Umgebung von Essen statt, der genaue Schauplatz wechselte jedoch im Laufe der Jahre, ebenso wie der Name. Von 1995 bis 2012 trug es sich rund um die Klosterschule Rouwmoer südwestlich des Orts zu, in dieser Zeit war es unter dem Namen GP Rouwmoer bekannt. Die letzte dieser Austragungen sorgte für Gesprächsstoff: Am Ende eines verregneten Rennens kam eine Vierergruppe über und über mit Schlamm bedeckt auf die Ziellinie. Zdeněk Štybar, der seinerzeit in Essen ansässige Weltmeister, überquerte sie als erster, hatte aber zuvor Jan Denuwelaere zu Fall gebracht. Er entschuldigte sich dafür, und Denuwelaere wurde zum Sieger erklärt.
Schauplatz seit 2013 ist ein Gelände entlang der Gleisanlagen des Essener Bahnhofs unmittelbar an der Grenze zu den Niederlanden. Dort liegt auch das Technikmuseum Robotland, welches derzeit als Namenssponsor fungiert.
Der Termin des Cyclocross Essen ist traditionell im Dezember. Rekordsieger bei den Männern ist Sven Nys mit sechs Erfolgen, bei den Frauen ist es Sanne Cant mit fünf. Das Frauenrennen ist seit 2011 Teil der Veranstaltung.

## Siegerliste

### Männer
- 1965:  Guy Goossens
- 1966:  Cock van der Hulst
- 1967:  Flory Ongenae
- 1968:  Auguste Badts
- 1969:  Freddy Nijs
- 1970:  Freddy Nijs
- 1971:  Flory Ongenae
- 1972:  Auguste Badts
- 1973:  Leo Arnouts
- 1974:  Jan Teugels
- 1975:  Hendrik Arnouts
- 1976:  Gert Wildeboer
- 1977:  Klaus-Peter Thaler
- 1978:  Alfons Van Parijs
- 1979:  Hennie Stamsnijder
- 1981:  Johan Ghyllebert
- 1982:  Henk Baars
- 1983:  Ludo De Rey
- 1984:  Jan Teugels
- 1985:  Noël Danneels
- 1986:  Walter Marijnissen
- 1987:  Walter Marijnissen
- 1988:  Dirk Pauwels
- 1989:  Guy Van Dijck
- 1990:  Roland Liboton
- 1991:  Danny De Bie
- 1992:  Danny De Bie
- 1993:  Danny De Bie
- 1994:  Paul Herijgers
- 1995:  Paul Herijgers
- 1996:  Adrie van der Poel
- 1997:  Richard Groenendaal
- 1998:  Sven Nys
- 1999:  Bart Wellens
- 2000:  Peter Van Santvliet
- 2001:  Mario De Clercq
- 2002:  Sven Nys
- 2003:  Bart Wellens
- 2004:  Bart Wellens
- 2005:  Bart Wellens
- 2006:  Sven Nys
- 2007:  Sven Nys
- 2008:  Sven Nys
- 2009:  Niels Albert
- 2010:  Sven Nys
- 2011:  Bart Wellens
- 2012:  Jan Denuwelaere
- 2013:  Kevin Pauwels
- 2014:  Wout van Aert
- 2015:  Wout van Aert
- 2016:  Wout van Aert
- 2017:  Mathieu van der Poel
- 2018:  Laurens Sweeck
- 2019:  Quinten Hermans
- 2020:  Mathieu van der Poel
- 2021:  Wout van Aert
- 2022:  Gerben Kuypers
- 2023:  Wout van Aert
- 2024:  Laurens Sweeck

### Frauen
- 2011:  Marianne Vos
- 2012:  Sanne Cant
- 2013:  Sanne Cant
- 2014:  Sophie de Boer
- 2015:  Sanne Cant
- 2016:  Sanne Cant
- 2017:  Sanne Cant
- 2018:  Maud Kaptheijns
- 2019:  Marianne Vos
- 2020:  Marianne Vos
- 2021:  Zoe Bäckstedt
- 2022:  Aniek van Alphen
- 2023:  Marion Norbert-Riberolle
- 2024:  Marion Norbert-Riberolle